# Nati nel 1166
| Questa pagina contiene informazioni ricavate automaticamente dalle voci biografiche con l'ausilio del template Bio e di un bot. L'aggiornamento è periodico e automatico e ricostruisce completamente la pagina. Se manca una persona in questa lista, sei pregato di non aggiungerla, ma accertati piuttosto che la sua voce biografica contenga il template Bio e che i dati anagrafici siano correttamente compilati. Se il template Bio manca, inseriscilo tu stesso o, in alternativa, metti l'avviso {{tmp\|Bio}} che ne segnala la mancanza. Se i dati riportati sono sbagliati, correggi direttamente la voce biografica; le modifiche saranno visibili in questa lista entro pochi giorni. Per chiarimenti vedi il progetto biografie. La lista contiene solo le 9 persone che sono citate nell'enciclopedia e per le quali è stato implementato correttamente il template Bio. Pagina aggiornata al 10 feb 2025. |

- 29 luglio - Enrico II di Champagne, conte († 1197)
- 24 dicembre - Giovanni d'Inghilterra, re († 1216)
- Alberto di Lovanio, vescovo cattolico, cardinale e santo belga († 1192)
- Arnoldo I di Altena, nobile tedesco († 1205)
- Guglielmo di Warenne, nobile inglese († 1240)
- Oddone III di Borgogna, duca († 1218)
- Suleyman Shah, ottomano († 1227)
- Wansong Xingxiu, monaco buddista cinese († 1246)
- Abu al-Abbas al-Nabati, botanico, farmacista e teologo arabo († 1239)